# 亀井勇樹
亀井勇樹（かめい ゆうき）は日本の木彫家。
もともと家具・小物・レリーフなどの木工品を製作していたが、1990年に妻へのプレゼントとして試作した木製の鞄が好評を博したのをきっかけに、シナの木を素材にしたハンドバッグの製作を開始。樹の鞄（きのかばん）と名付ける。これが亀井作品の中心を占めるようになった。現在は八ヶ岳に居住しながら製作に打ち込んでいる。